# Metrofan II (patriarcha Konstantynopola)
Metrofan II, gr. Μητροφάνης Β΄, Mētrofanēs II (zm. 1 sierpnia 1443 w Konstantynopolu) – patriarcha Konstantynopola w latach 1440–1443.

## Życiorys
Poprzednik Metrofana Józef II zmarł podczas obrad soboru florenckiego 10 czerwca 1439 r. Papież Eugeniusz IV dążył do mianowania nowego patriarchy, przedstawiciele Kościoła bizantyńskiego oparli się jednak tym naciskom i 26 lipca delegacja grecka opuściła Florencję. Metrofan, metropolita Kyzikos, został patriarchą 4 lub 5 maja 1440 r. z racji swego zaangażowania na rzecz unii florenckiej. Jego wybór został uznany za tryumf unionistów.
Wkrótce po jego intronizacji 15 maja 1440, w uroczystość Wniebowstąpienia, lud i duchowieństwo Konstantynopola, kierowane przez Marka Eugenika, odmówiło komunii ze swoim patriarchą, który podczas uroczystej liturgii wymienił imię papieża. Marek Eugenik opuścił stolicę wraz z Antonim z Heraklei i zbiegł do Efezu.
W obliczu zajadłego oporu Metrofan II destytuował kilku biskupów, których uznał za „schizmatyków” i zastąpił ich osobami przychylnymi unii. W 1443, cesarz Jan VIII Paleolog zorganizował dysputę teologiczną pomiędzy dwoma biskupami łacińskimi i Markiem Eugenikiem, obie strony sobie jednak przypisały zwycięstwo. W tym samym roku patriarchowie Aleksandrii, Antiochii i Jerozolimy, pomimo że ich przedstawiciele przystąpili do unii, rzucili anatemę na Metrofana II. Czując się niedostatecznie wspieranym przez cesarza w nowej sytuacji, Metrofan II złożył dymisję, zapadł na zdrowiu i umarł 1 sierpnia 1443 r. ze smutku.